# Herberge zum Löwen

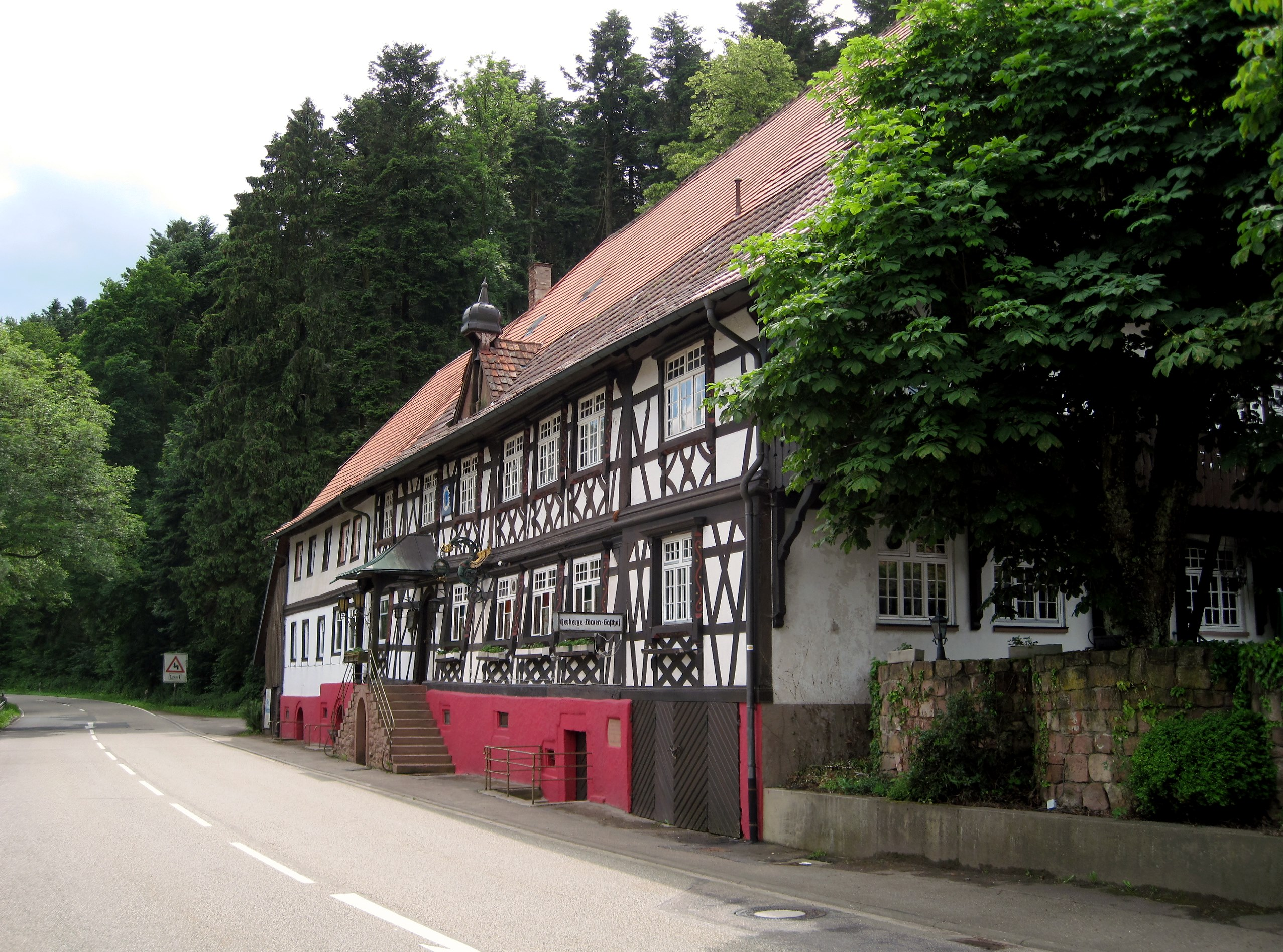
Gasthaus Löwen

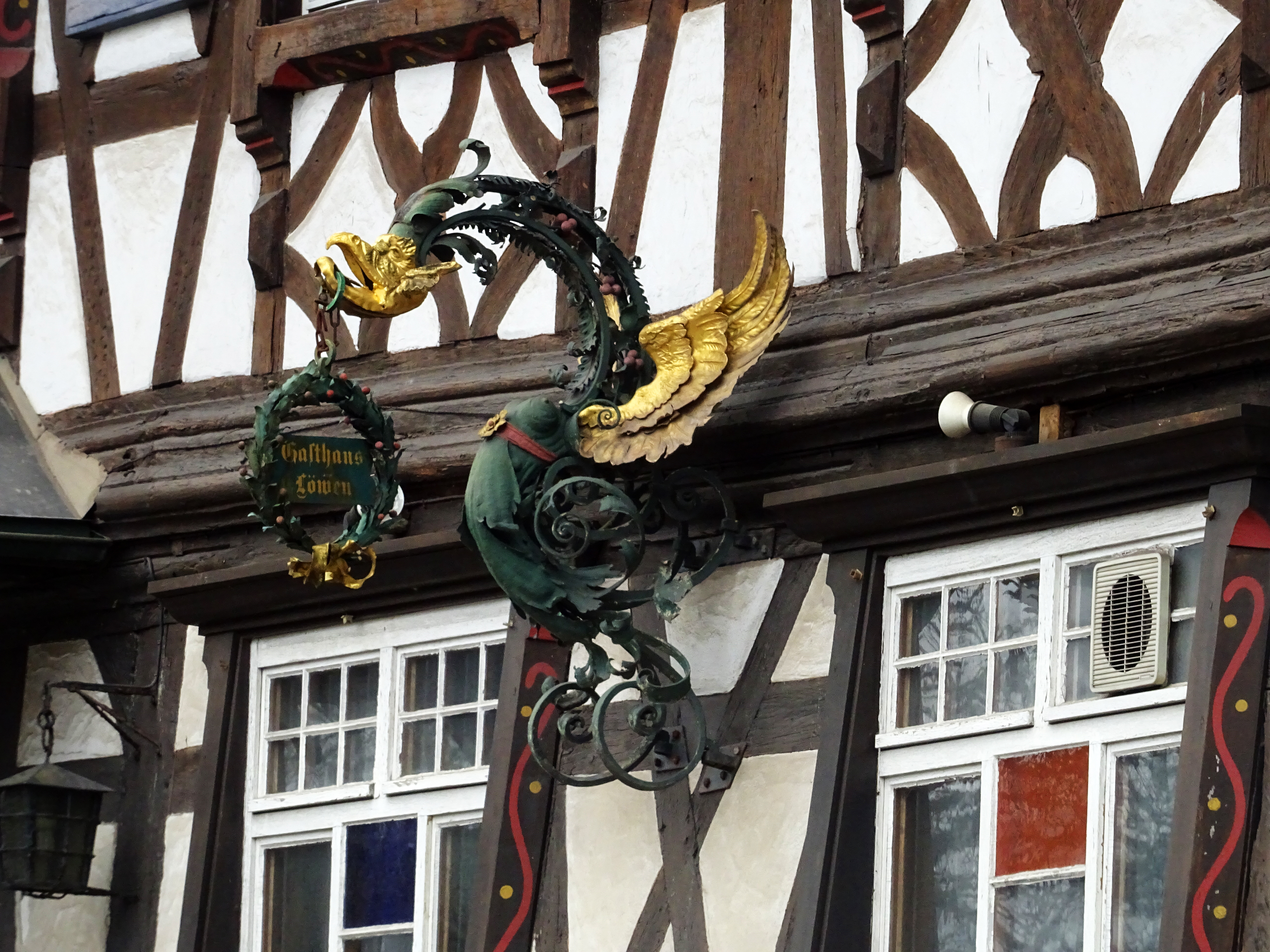
Wirtshausausleger

Die Herberge „Zum Löwen“ ist ein derzeit geschlossenes Gasthaus in einem historischen Fachwerkbau in Seelbach-Schönberg im Schwarzwald.
Nach bisherigem Forschungsstand wurde das Haus erstmals 1231 urkundlich erwähnt. Nach eigenen Angaben ist es eines der ältesten Gasthäuser Deutschlands, wobei aufgrund verschiedener Definitionen dieses Attribut von mehreren Häusern (insbesondere Zum roten Bären in Freiburg im Breisgau und Zum Riesen in Miltenberg) in Anspruch genommen wird.
Das unter Denkmalschutz stehende Gebäude ist ein Fachwerkbau unter einem Längsgiebel in unmittelbarer Nähe der Burgruine Hohengeroldseck.